# 鋸唇美鯰
鋸唇美鯰，為輻鰭魚綱鯰形目美鯰科的其中一種，為熱帶淡水魚，分布於南美洲巴西及委內瑞拉的奧里諾科河上游及黑河流域，體長可達15.8公分，棲息在底層水域，生活習性不明。